# Villaverde de Abajo
Villaverde de Abajo es una localidad española, perteneciente al municipio de Garrafe de Torío, en la provincia de León y la comarca de Tierra de León, en la Comunidad Autónoma de Castilla y León.
Situado en la margen izquierda del Río Torío. En él ejemplares de cangrejo y truchas pueden pescarse en gran cantidad.
Los terrenos de Villaverde de Abajo limitan con los de Villaverde de Arriba al norte, Gallegos de Curueño y Barrillos de Curueño al noreste, Santa María del Monte del Condado al este, Villamayor del Condado, Villafeliz de la Sobarriba, Santovenia del Monte y Carbajosa al sureste, Castrillino, Canaleja y Villanueva del Árbol al sur, Villasinta de Torío y Villaquilambre al suroeste, san Feliz de Torío al oeste y Palazuelo de Torío al noroeste.
Perteneció a la antigua Jurisdicción del Infantado de Torío.
El pueblo consta de una calle principal conocida como Calle Carretera que bifurca en otras. Así da lugar a la Calle de Abajo, a la Calle Nueva (calle del Coto), a la Calle del Monte y a la Calle de la Iglesia.
También está provisto de dos parques; uno en la Calle del coto a modo de polideportivo y otro en la carretera como parque biosaludable.
Primer pueblo del municipio accediendo por Villanueva del Árbol (N-621), aunque también tiene acceso desde San Feliz. Su toponimia "VALLIS VIRIDIS", corresponde a la vegetación que rodea a estos pueblos.
FIESTAS : San Esteban, 3 de agosto.
El domingo de Pascua hay una procesión y se hace el encuentro de la Virgen y el Niño frente al campanario y se cantan canciones populares como la que figura a continuació